# Relations entre le Cap-Vert et l'Union européenne
Les relations entre le Cap-Vert et l’Union européenne débutent avec l'indépendance du pays en 1975. Cet archipel, faisant partie de la Macaronésie, était une colonie portugaise de 1460 à 1975. En mars 2005, l'ancien président portugais Mário Soares lança une pétition pour que l'Union européenne ouvre les négociations d'adhésion avec le Cap-Vert, déclarant que ce dernier serait un pont entre l'Afrique, l'Amérique latine et l'Union européenne. L'économie capverdienne est fortement liée à celle de l'Union Européenne, qui fournit 90% du tourisme, aide extérieure, investissement et remises.
En 2007, un partenariat est signé entre le Cap-Vert et l'Union Européenne.

## Question de l’adhésion
Le PIB par tête du Cap-Vert est inférieur à ceux des États membres actuels et candidats. Toutefois, il est supérieur à ceux de certains États désignés comme candidats potentiels par l'Union européenne, dont la Bosnie et Herzégovine. En termes de démocratie, la Freedom house classe le Cap-Vert en tête des États africains et, à nouveau, le Cap-Vert est devant certains candidats potentiels de l'Union : la Bosnie-Herzégovine et l'Albanie. La plupart des importations et des exportations du Cap-Vert partent et proviennent de l'Union européenne, et le pays a une économie de service. Sa monnaie, l'escudo, est lié à l'euro,.
Bien que l'archipel du Cap-Vert est géographiquement en Afrique, il y a eu un cas similaire auparavant. Chypre est une île qui, bien que géographiquement en Asie, a rejoint le Conseil de l’Europe et l'Union européenne. De plus, les îles du Cap-Vert font partie du même groupe d'île que les îles Canaries (partie de l’Espagne), des Madère et des Açores (partie du Portugal), appelé Macaronésie. L'Union européenne ne reconnait pas le Cap-Vert comme État européen, mais contrairement au cas du Maroc, il n'y a pas eu de rejet formel
Le Cap-Vert est membre de la Communauté économique des États de l'Afrique de l'Ouest (CEDEAO), bloc régional africain dont le but est une intégration similaire à celle de l'Union bien qu'il ne partage pas encore les mêmes compétences, et ne peut par conséquent pas faire partie des deux Communautés en même temps. L’État fait aussi partie de l'Union africaine, une organisation souhaitant à mettre en place une monnaie commune, une défense commune, et un chef d’État de l’Union africaine.
Récemment, le Cap-Vert a pris ses distances de ses partenaires africains et a essayé de se rapprocher de l’Union. En septembre 2006, le gouvernement du Cap-Vert a exprimé son intention de suspendre le libre mouvement des biens et du commerce dans le cadre la CEDEAO. Le Premier ministre José Maria Neves a annoncé que son pays commencerait à imposer des restrictions sur l'entrée des citoyens de la CEDEAO au Cap-Vert. Le gouvernement du Cap-Vert souhaitait présenter sa proposition de statut spécial envers la CEDEAO à la place d'une adhésion totale à celle-ci. Ceci est aussi fait dans le but de limiter la hausse récente de l'immigration illégale des autres nationaux d'Afrique de l'ouest utilisant sa proximité avec les îles Canaries comme un tremplin vers l’Europe. 
Le groupe des îles de l’Atlantique pousse à l'adhésion du Cap-Vert dans l'Union européenne sous un statut spécial.